# Emetullah Kadin
Emetullah Banu Kadın (turco ottomano: امت اللہ کدین; lett. "serva di Allah" e "regina"; anche nota come Ümmetullah Kadin; 1690 o prima – Costantinopoli, 1740) è stata la capo consorte e la favorita del sultano ottomano Ahmed III, madre della sua primogenita, Fatma Sultan.

## Biografia
Di origini ignote, entrò nell'harem di Ahmed III subito dopo la sua salita al trono a metà del 1703, dove prese il nome Emetullah Banu (anche Ümmetullah) e ne divenne subito la favorita, venendo insignita del titolo di BaşKadin, ovvero "Prima consorte", rimanendone la consorte prediletta per tutto il suo regno. Ahmed in particolare la onorò dedicandole una moschea, una scuola e una fontana. 
Un anno dopo, nel settembre 1704, diede alla luce una figlia, la primogenita di Ahmed III, che venne chiamata Fatma, destinata a divenire una figura politica di spicco durante l'era dei tulipani (1719-1730). Non è noto se abbia avuto altri figli. 
Descritta come benevola e premurosa, Emetullah fu molto attiva nella beneficenza fino al 1730, anno in cui Ahmed III fu detronizzato dalla rivolta Patrona Halil e imprigionato insieme alla loro figlia e a suo marito. Emetullah fu confinata, con le altre consorti, nel Palazzo Vecchio, dopo che le furono confiscati i gioielli, gli oggetti di valore e le altre proprietà. 
Morì nel Palazzo Vecchio nel 1740 e fu sepolta in città, o vicino la tomba di Lala Mustafa Pasha a Eyup o vicino a quella del muezzin Abdulganf, accanto a Neberf Kalfa, un'insegnante dell'harem. 

## Discendenza
Da Ahmed III, ebbe almeno una figlia:
- Fatma Sultan (22 settembre 1704 - maggio 1733). Primogenita e prediletta del padre, insieme al suo secondo marito fu il vero potere durante la cosiddetta "era dei tulipani". Si sposò due volte ed ebbe due figli e due figlie col suo secondo marito.

## Beneficenza
Nel 1707, Ahmed assegnò a Emetullah una rendita sotto forma di un panificio a Galata, terre e la locanda Simkeşehan, che comprendeva più di 150 stanze e un complesso di 30 botteghe. 
Con le entrate, Emetullah finanziò la costruzione di una moschea, una mekteb e una fontana, che fornivano istruzione a circa 50 bambini e lavoro per quasi cento persone. Le strutture furono demolite nel 1956, per fare spazio a una nuova strada che collegasse Piazza Bayezid e Aksaray. Oltre a ciò, nel 1728 Emetullah finanziò anche tre fontane ad Ayazma, Imrahor e Uskudar, azione per la quale fu elogiata dal poeta Ahmed Nedim. 